# غدير (غواصة)
غواصة غدير (بالفارسية: زیردریایی کلاس غدیر) هي طراز من غواصات إيرانية صغيرة وتعتبر أول غواصة تتم صناعتها بأيدي خبراء ومتخصصين مصانع وزارة الدفاع واسناد القوات المسلحة لاستخدام في مياه الإقليمية والخليج العربي وتم تدشينها لأول مرة في مناورات الاتحاد حيث تتصف بالسرعة والخفة ولها القدرة على الغوص إلى مسافات عميقة. تم الكشف عنها للمرة الأولى عام 2007.

## كشف النقاب
كشف النقاب عن غواصات غدير الإيرانية خلال احتفال أقيم في الميناء الجنوبي في بندر عباس في أغسطس 2010.

## استطلاع وتصوير حاملة طائرات أمريكية
تمكنت غواصة غدير حين أدائها مهمّتها في منطقة مضيق هرمز، من استطلاع والتقاط صور لحاملة طائرات أمريكية من دون أن تشعر الأخيرة بتواجدها قريبا منها، بعد أن تمكنت الغواصة من الاقتراب من حاملة الطائرات الأمريكية ومن ثم استطلاعها والتقاط صور لها.

## غواصات طراز غدير

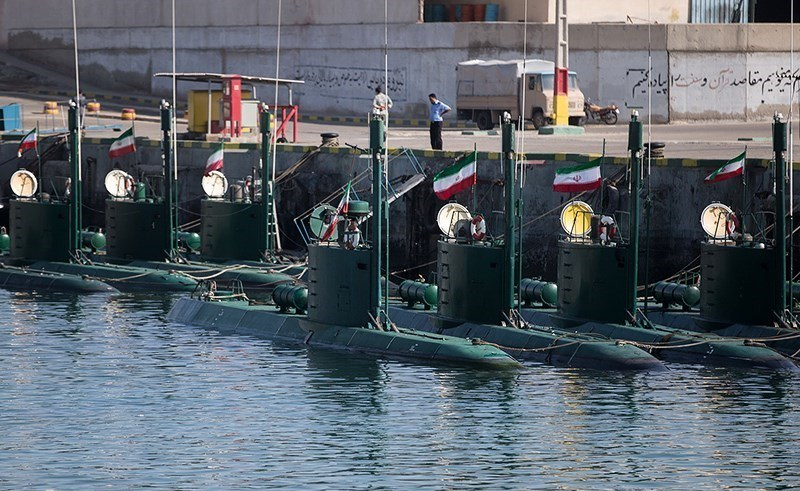
غواصة غدير في مناورة الولاية 94

| الغواصة  | أطلقت       | الحالة    |
| -------- | ----------- | --------- |
| غدير 942 | نوفمبر 2007 | في الخدمة |
| غدير 943 | أغسطس 2008  | في الخدمة |
| غدير 944 | نوفمبر 2008 | في الخدمة |
| غدير 945 | يونيو 2009  | في الخدمة |
| غدير 946 | يونيو 2009  | في الخدمة |
| غدير 947 | يونيو 2009  | في الخدمة |
| غدير 948 | يونيو 2009  | في الخدمة |
| غدير 949 | أغسطس 2010  | في الخدمة |
| غدير 950 | أغسطس 2010  | في الخدمة |
| غدير 951 | أغسطس 2010  | في الخدمة |
| غدير 952 | أغسطس 2011  | في الخدمة |
| غدير 953 | أغسطس 2011  | في الخدمة |
| غدير 954 | أغسطس 2011  | في الخدمة |
| غدير 955 | أغسطس 2011  | في الخدمة |
| غدير 956 | نوفمبر 2011 | في الخدمة |
| غدير 957 | نوفمبر 2011 | في الخدمة |
| غدير 958 | نوفمبر 2011 | في الخدمة |
| غدير 959 | فبراير 2012 | في الخدمة |
| غدير 960 | فبراير 2012 | في الخدمة |
| غدير 961 | نوفمبر 2012 | في الخدمة |
| غدير 962 | نوفمبر 2012 | في الخدمة |